# Фольксраад

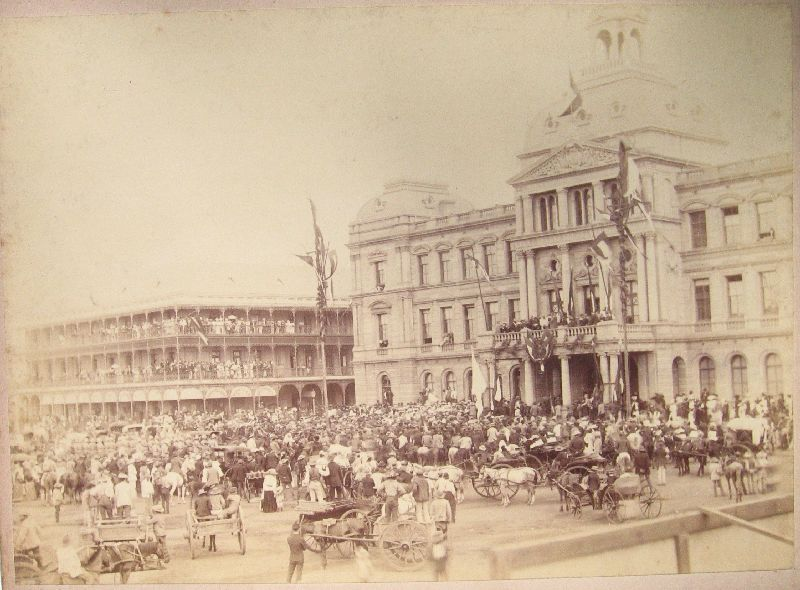
Фольксраад приймає президента Пауля Крюгера у будинку палати ради, близько 1890 року

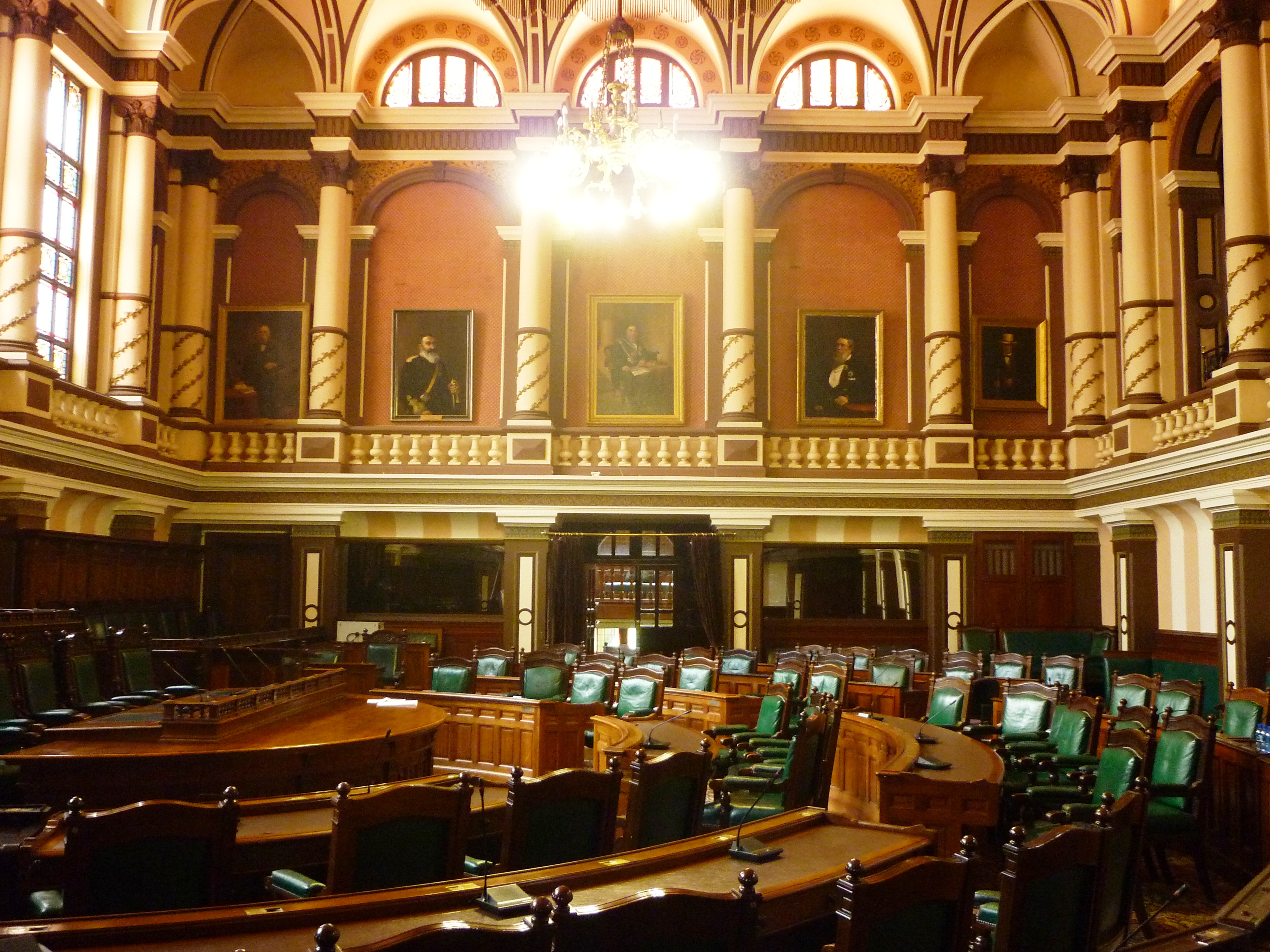
Палата Ради

Фольксраад (нід. і афр. Volksraad; "народна рада") - представницький орган (парламент) з 24 членів, що існував у Трансваалі у 1857-1902.
Був розділений на дві палати в 1890 році для збереження впливу бурів у всіх державних питаннях, бо на той час було дозволено голосувати «іноземцям», переважно тимчасово зайнятим у гірничій промисловості. 
Двопалатний парламент складався з Другого Фольксрааду, виборчим правом до якого володіли всі білі чоловіки, старші за 16 років, та Першого Фольксрааду (верхня палата, відповідальна за державну політику, виборці якого - лише особи, старші за 30 років, власники нерухомості, які тривалий час проживають у населеному пункті. 
Припинив своє існування після перемоги Британії у Другій англо-бурської війні та британської окупації Трансваалю. 
У Південно-Африканському Союзі йому на зміну прийшов Національний Конвент.
У Оранжевій Республіці також існував Фольксраад; він теж припинив своє існування у 1902 році, після закінчення Другої англо-бурської війни. 
«Фольксраад» на африкаанс також називався південноафриканський Дім Асамблеї, який існував у різних формах у 1910-1994 роках.

## Виборчі округи
У 1899 році ПАР (Трансвааль) була розділена на 21 виборчих округів:
| Округ        | Головні міста                       |
| ------------ | ----------------------------------- |
| Блумхоф      | Хрістіана, Блумхоф                  |
| Потчефструм  | Потчефструм, Клерксдорп             |
| Гайделберг   | Гайделберг, Ферінігінг              |
| Стендертон   | Стендертон                          |
| Ермело       | Ермело                              |
| Ваккерструм  | Ваккерструм                         |
| Утрехт       | Утрехт                              |
| Врайхайд     | Врайхайд                            |
| Піт-Ретифе   | Піт-Ретифе                          |
| Свазіленд    | Бремерсдорп                         |
| Кароліна     | Кароліна                            |
| Барбертон    | Барбертон                           |
| Ліденбург    | Ліденбург                           |
| Зоутпансберг | Пітерсбург, Лейдсдорп               |
| Ватерберг    | Нилстром                            |
| Мідделбург   | Мідделбург                          |
| Преторія     | Преторія                            |
| Йоганнесбург | Йоганнесбург, Крюгерсдорп, Боксбург |
| Рустенбург   | Рустенбург                          |
| Маріко       | Зееруст                             |
| Ліхтенбург   | Ліхтенбург                          |